# Zapteryx brevirostris
Zapteryx brevirostris é uma espécie de raia marinha da família Rhinobatidae. Conhecida popularmente como raia viola do focinho curto ou raia viola da cara curta. 
É bem adaptada a criação em cativeiro, porém necessita de muito espaço e boas condições de água para a manutenção da saúde dos animais.
Pode ser encontrada nos seguintes países: Argentina, Brasil e Uruguai.
Os seus habitats naturais são: mar aberto, costas rochosas e costas arenosas.
Está ameaçada por perda de habitat e a pressão da pesca. Embora não seja o alvo da pesca, é capturada e descartada no arrasto do camarão